# جون هوارد (ملحن)
جون هوارد (بالإنجليزية: Jon Howard)‏ هو ملحن ومغن مؤلف أمريكي، ولد في 27 أبريل 1985 في Mechanicsburg, Pennsylvania ‏ في الولايات المتحدة.

## وصلات خارجية
- جون هوارد على موقع ميوزك برينز (الإنجليزية)
- جون هوارد على موقع أول ميوزيك (الإنجليزية)
- جون هوارد على موقع ديسكوغز (الإنجليزية)